# إدارة آنس الكبرى
إدارة آنس الكبرى هي واحدة من الإدارات العشر في هايتي تقع في جنوب غرب الدولة. يبلغ عدد سكانها 468301 نسمة وذلك حسب إحصائيات سنة 2015. تبلغ مساحتها 1911.97 كم².

## أعلام
- سوني نورد